# Winger (album)
Winger je debutové studiové album americké rockové skupiny Winger, vydané 10. srpna 1988 přes vydavatelství Atlantic Records. Album se umístilo v žebříčku Billboard 200 na 21. místě.
V USA se prodalo alba přes milion kopií a stalo se platinovým albem. V Kanadě se prodalo alba přes 50 tisíc kopií a stalo se zlatým albem.
Album je hudebně popisován glammetalové s prvky progresivního metalu.

## Seznam skladeb
| Pořadí         | Název                   | Autor                      | Délka |
| -------------- | ----------------------- | -------------------------- | ----- |
| 1.             | Madalaine               | Kip Winger, Reb Beach      | 3:44  |
| 2.             | Hungry                  | Winger, Beach              | 3:58  |
| 3.             | Seventeen               | Winger, Beach, Beau Hill   | 4:05  |
| 4.             | Without the Night       | Winger, Beach, Paul Taylor | 5:04  |
| 5.             | Purple Haze             | Jimi Hendrix               | 3:39  |
| 6.             | State of Emergency      | Winger, Taylor             | 3:37  |
| 7.             | Time to Surrender       | Winger, Beach              | 4:10  |
| 8.             | Poison Angel            | Winger, Beach              | 3:24  |
| 9.             | Hangin' Out             | Winger, Beach, Hill        | 3:55  |
| 10.            | Headed for a Heartbreak | Winger                     | 5:13  |
| Celková délka: | Celková délka:          | Celková délka:             | 43:50 |

## Obsazení
- Kip Winger – zpěv, baskytara
- Reb Beach – kytary, doprovodný zpěv
- Paul Taylor – klávesy, doprovodný zpěv
- Rod Morgenstein – bicí